# جام لیگ‌ها ۲۰۲۰
جام لیگ‌ها ۲۰۲۰ قرار بود دومین دوره جام لیگ‌ها باشد که توسط باشگاه‌های لیگ برتر ایالات متحده آمریکا و لیگ مکزیک برگزار می‌شد. در این مسابقات ۱۶ تیم حضور داشتند که نسبت به دوره افتتاحیه که ۸ تیم داشت افزایش داشت. بر خلاف تورنمنت قبلی، تیم‌ها بر اساس عملکرد لیگ خود واجد شرایط بودند.
فدراسیون فوتبال ایالات متحده آمریکا لغو مسابقات را در ۱۹ مه ۲۰۲۰ به دلیل دنیاگیری کووید-۱۹ اعلام کرد.

## صلاحیت
چهار تیم برتر لیگ برتر آمریکا از هر کنفرانس در فصل ۲۰۱۹ که به لیگ قهرمانان کونکاکاف ۲۰۲۰ واجد شرایط نبودند، به جام لیگ‌ها راه یافتند.
قهرمانان بخش آغازین ۲۰۱۹، بخش پایانی ۲۰۲۰ و جام حذفی مکزیک ۲۰–۲۰۱۹ به جام لیگ‌ها، به علاوه پنج تیم برتر از مجموع رده‌بندی لیگ مکزیک ۲۰–۲۰۱۹ که قبلاً واجد شرایط نشده بودند، به جام لیگ‌ها راه یافتند.
| سید      | تیم              | نحوه حضور                 |
| -------- | ---------------- | ------------------------- |
| ام‌ال‌اس ۱ | فیلادلفیا یونیون | رتبه سوم در کنفرانس شرق   |
| ام‌ال‌اس ۲ | رئال سالت لیک    | رتبه سوم در کنفرانس غرب   |
| ام‌ال‌اس ۳ | مینه‌سوتا یونایتد | رتبه چهارم در کنفرانس غرب |
| ام‌ال‌اس ۴ | لس آنجلس گلکسی   | رتبه پنجم کنفرانس غرب     |
| ام‌ال‌اس ۵ | تورنتو           | رتبه چهارم در کنفرانس شرق |
| ام‌ال‌اس ۶ | دی‌سی یونایتد     | رتبه پنجم در کنفرانس شرق  |
| ام‌ال‌اس ۷ | پورتلند تیمبرز   | رتبه ششم در کنفرانس غرب   |
| ام‌ال‌اس ۸ | نیویورک رد بولز  | رتبه ششم در کنفرانس شرق   |

| سید            | تیم           | نحوه حضور                        |
| -------------- | ------------- | -------------------------------- |
| ال‌ام‌اکس ۱ یا ۲ | مونتری        | قهرمان بخش آغازین ۲۰۱۹ لیگ مکزیک |
| ال‌ام‌اکس ۱ یا ۲ | کروز آزول     | قهرمان بخش پایانی ۲۰۲۰ لیگ مکزیک |
| ال‌ام‌اکس ۳      | مشخص نشد      | قهرمان جام حذفی مکزیک ۲۰–۲۰۱۹    |
| ال‌ام‌اکس ۴      | لئون          | رتبه اول جدول کلی                |
| ال‌ام‌اکس ۵      | سانتوس لاگونا | رتبه دوم جدول کلی                |
| ال‌ام‌اکس ۶      | آمریکا        | رتبه سوم جدول کلی                |
| ال‌ام‌اکس ۷      | اونال         | رتبه چهارم جدول کلی              |
| ال‌ام‌اکس ۸      | کرتارو        | رتبه پنجم جدول کلی               |

## قرعه کشی
دوره ۲۰۲۰ جام لیگ‌ها برای اولین بار برنامه ریزی شده بود که برای تیم‌های شرکت کننده از قرعه کشی و سیدبندی استفاده شود. قرعه کشی اولیه یک تیم ام‌ال‌اس را در برابر یک تیم لیگ مکزیک در دور یک‌شانزدهم قرار می‌داد، در حالی که قرعه‌کشی دوم قبل از مرحله یک‌چهارم نهایی امکان سیدبندی مجدد و تنظیمات را برای بازی بین لیگ فراهم می‌کرد.

## مسابقات

### یک‌شانزدهم نهایی
| ۲۱/۲۲ ژوئیه | فیلادلفیا یونیون | v | نامشخص | چستر، پنسیلوانیا             |
|             |                  |   |        | ورزشگاه: ورزشگاه سوبارو پارک |

| ۲۱/۲۲ ژوئیه | تورنتو | v | نامشخص | تورنتو، انتاریو              |
|             |        |   |        | ورزشگاه: ورزشگاه بی‌ام‌او فیلد |

| ۲۱/۲۲ ژوئیه | دی‌سی یونایتد | v | نامشخص | واشینگتن، دی.سی.            |
|             |              |   |        | ورزشگاه: ورزشگاه آئودی فیلد |

| ۲۱/۲۲ ژوئیه | نیویورک رد بولز | v | نامشخص | هریسون، نیوجرسی             |
|             |                 |   |        | ورزشگاه: ورزشگاه ردبول آرنا |

| ۲۱/۲۲ ژوئیه | رئال سالت لیک | v | نامشخص | سندی، یوتا                        |
|             |               |   |        | ورزشگاه: ورزشگاه آمریکا فرست فیلد |

| ۲۱/۲۲ ژوئیه | مینه‌سوتا یونایتد | v | نامشخص | سینت پال، مینه‌سوتا           |
|             |                  |   |        | ورزشگاه: ورزشگاه آلیانز فیلد |

| ۲۱/۲۲ ژوئیه | لس آنجلس گلکسی | v | نامشخص | کارسون، کالیفرنیا                         |
|             |                |   |        | ورزشگاه: ورزشگاه دیگنیتی هلث اسپورتس پارک |

| ۲۱/۲۲ ژوئیه | پورتلند تیمبرز | v | نامشخص | پورتلند، اورگن                 |
|             |                |   |        | ورزشگاه: ورزشگاه پروویدنس پارک |

### دیگر مراحل
برنامه مسابقات به شرح زیر بود:
- یک‌چهارم نهایی: ۴/۵ اوت
- نیمه نهایی: ۲۵/۲۶ اوت
- فینال: ۱۶ سپتامبر